# Epibionte

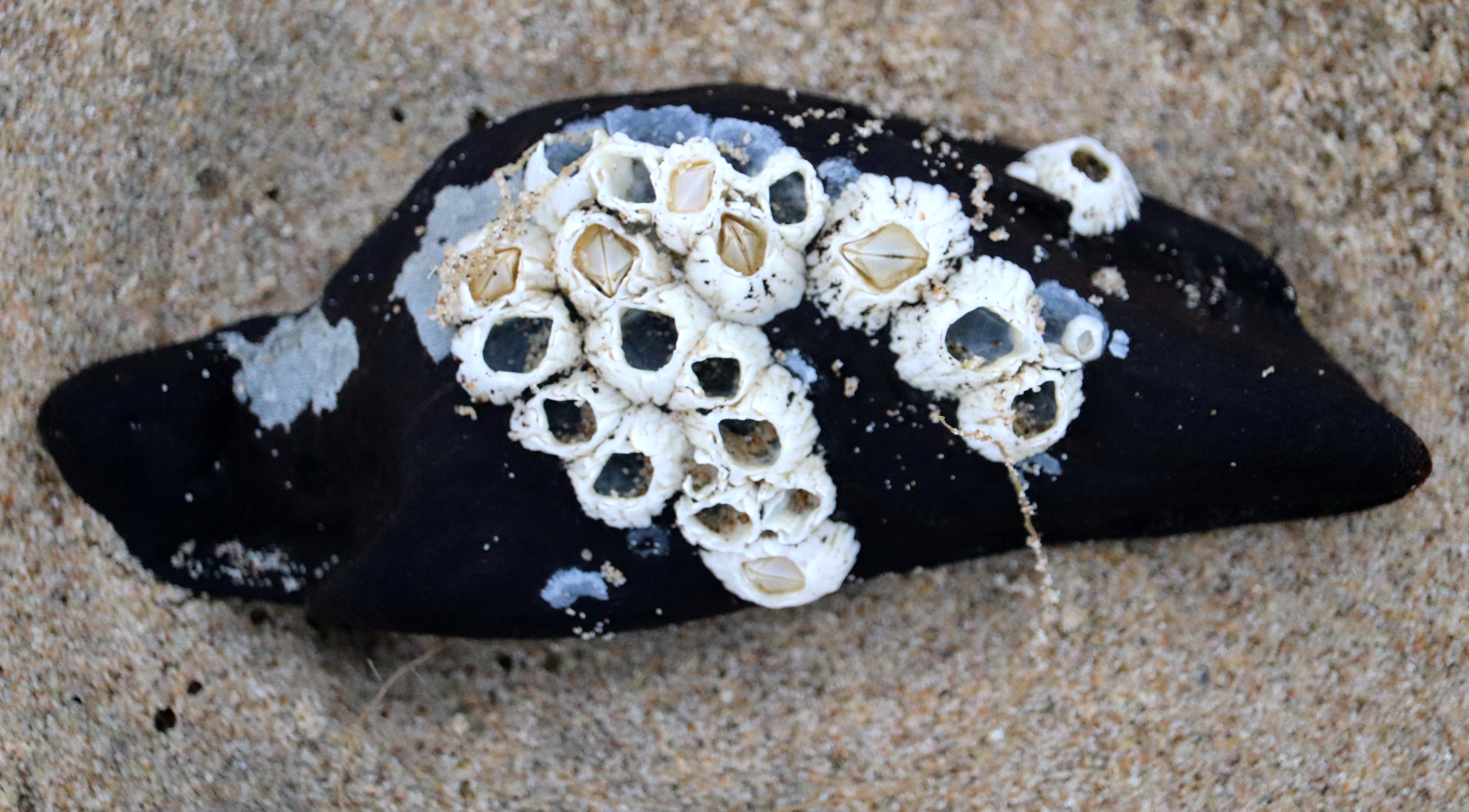
Convivenza tra cirripedi Thoracica (epibionte) e un Mytilus edulis come ospite

Un epibionte (dal greco antico che significa "vivere sopra") è un organismo che vive sulla superficie di un altro organismo vivente (Lescinsky, 2001). Un epibionte è, per definizione, innocuo per il suo ospite. In questo senso, l'interazione tra i due organismi può essere considerata neutralistica o commensalistica; è in contrasto con l'essere, per esempio, parassita (nel qual caso un organismo beneficia a spese dell'altro) o mutualistico (in cui entrambi gli organismi traggono qualche beneficio esplicito dalla loro coesistenza). Esempi di epibionti comuni sono cirripedi, remore e alghe, molti dei quali vivono sulle superfici di organismi marini più grandi come balene, squali, tartarughe marine e alberi di mangrovie. L'ospite dell'epibionte è in genere indicato come basibionte ("che vive sotto") (Fernandez-Leborans et al., 2009). 
Sebbene non vi sia alcun effetto diretto dell'epibionte sull'ospite, ci sono spesso effetti indiretti derivanti da questa interazione e dal cambiamento nella superficie dell'ospite. Si è scoperto che questo è particolarmente importante per gli organismi marini e gli ecosistemi acquatici, poiché le qualità della superficie influiscono sulle funzioni ecologiche necessarie come la resistenza, l'assorbimento delle radiazioni, l'assorbimento dei nutrienti, ecc. (Wahl, 2008).